# Grgarske Ravne
Grgarske Ravne (in italiano in passato: Raune o Rauna) è un insediamento (naselje) sloveno situato nel comune di Nova Gorica a nord di Gargaro nell'Altopiano della Bainsizza.
L'insediamento è sede di una delle 19 comunità locali del comune di Nova Gorica.

## Storia
Il centro abitato faceva storicamente parte del comune di Bainsizza San Lorenzo/Bate, all'interno della Contea di Gorizia e Gradisca prima e del Litorale austriaco poi. La frazione era nota col toponimo italiano di Rauna e con quello sloveno di Ravne o Ravna. Nel 1920, in seguito alla Prima guerra mondiale e al Trattato di Rapallo, l'intera regione venne annessa al Regno d'Italia: Bate (rinominata Battaglia della Bainsizza) e Raune vennero inquadrate dapprima nella Provincia del Friuli e poi nella provincia di Gorizia. Nel 1928 il comune di Battaglia della Bainsizza venne disciolto e il suo territorio venne aggregato a quello di Gargaro.
Nel 1947, in seguito alla seconda guerra mondiale e al Trattato di Parigi, la frazione passò assieme al territorio circostante alla Jugoslavia. Dal 1991 è parte della Slovenia.